# Championnats d'Europe de patinage artistique 2026
Navigation
Édition précédente Édition suivante
Les championnats d'Europe de patinage artistique 2026 ont lieu du 12 au 18 janvier 2026 à l'Arena de Sheffield au Royaume-Uni. C'est la 5e fois que le royaume britannique accueille les championnats européens après les éditions de 1933 à Londres, 1939 à Londres également (mais uniquement pour la compétition féminine), 1989 à Birmingham et 2012 à Sheffield.

## Qualifications
Les patineurs sont éligibles à l'épreuve s'ils représentent une nation européenne membre de l'Union internationale de patinage (International Skating Union en anglais) et s'ils ont atteint l'âge de 17 ans avant le 1er juillet 2025 dans leur pays de naissance. La compétition correspondante pour les patineurs non européens est le championnat des Quatre Continents 2026. Les fédérations nationales sélectionnent leurs patineurs en fonction de leurs propres critères, mais l'Union internationale de patinage exige un score minimum d'éléments techniques (Technical Elements Score en anglais) lors d'une compétition internationale avant les championnats d'Europe.

### Score minimum d'éléments techniques
L'Union internationale de patinage stipule que les notes minimales doivent être obtenues lors d'une compétition internationale senior reconnue par elle-même au cours de la saison en cours ou précédente, au plus tard 21 jours avant le premier jour d'entraînement officiel.
| Score minimum d'éléments techniques                                                         | Score minimum d'éléments techniques                                 | Score minimum d'éléments techniques |
| Discipline                                                                                  | Score total combiné des éléments (programme court + programme long) |                                     |
| Messieurs                                                                                   | 86.00                                                               |                                     |
| Dames                                                                                       | 75.00                                                               |                                     |
| Couples                                                                                     | 75.00                                                               |                                     |
| Danse sur glace                                                                             | 85.00                                                               |                                     |
| ------------------------------------------------------------------------------------------- | ------------------------------------------------------------------- | ----------------------------------- |
| Les scores des programmes courts et libres peuvent être obtenus à différentes compétitions. |                                                                     |                                     |

### Nombre d'inscriptions par discipline
Sur la base des résultats des championnats d'Europe 2025, l'Union internationale de patinage autorise chaque pays à avoir de une à trois inscriptions par discipline.
| Nombre d'inscriptions                                             | Messieurs                                      | Dames                                                       | Couples                                             | Danse sur glace                                      |
| ----------------------------------------------------------------- | ---------------------------------------------- | ----------------------------------------------------------- | --------------------------------------------------- | ---------------------------------------------------- |
| 3                                                                 | Italie                                         | Estonie Italie                                              | Allemagne Italie                                    | Finlande France                                      |
| 2                                                                 | Estonie France Géorgie Lettonie Pologne Suisse | Belgique France Géorgie Pologne Roumanie Royaume-Uni Suisse | France Géorgie Hongrie Pays-Bas Pologne Royaume-Uni | Espagne Géorgie Italie Lituanie Royaume-Uni Tchéquie |
| Si non répertorié ci-dessus, une seule inscription est autorisée. |                                                |                                                             |                                                     |                                                      |

Le 1er mars 2022, l'Union internationale de patinage interdit aux patineurs artistiques et aux officiels de la fédération de Russie et de la Biélorussie de participer et d'assister à toutes les compétitions internationales en raison de l'invasion russe de l'Ukraine le 24 février 2022. Ainsi ces deux pays seront absents des championnats européens 2026 si la situation ne change pas, 47 mois après le début du conflit.

## Podiums
(compétitions à venir)
| Épreuves                            | Or           | Argent       | Bronze       |
| ----------------------------------- | ------------ | ------------ | ------------ |
| Messieurs résultats détaillés       | Pays inconnu | Pays inconnu | Pays inconnu |
| Dames résultats détaillés           | Pays inconnu | Pays inconnu | Pays inconnu |
| Couples résultats détaillés         | Pays inconnu | Pays inconnu | Pays inconnu |
| Danse sur glace résultats détaillés | Pays inconnu | Pays inconnu | Pays inconnu |

## Tableau des médailles
(compétitions à venir)
| Rang  | Nation | Or | Argent | Bronze | Total |
| ----- | ------ | -- | ------ | ------ | ----- |
| 1     |        |    |        |        |       |
| 2     |        |    |        |        |       |
| 3     |        |    |        |        |       |
| Total | Total  | 4  | 4      | 4      | 12    |

## Détails des compétitions

### Messieurs
(compétition à venir)
| Rang | Nom | Pays | Points | Programme court | Programme court | Programme libre | Programme libre |
| ---- | --- | ---- | ------ | --------------- | --------------- | --------------- | --------------- |
| 1    |     |      |        |                 |                 |                 |                 |
| 2    |     |      |        |                 |                 |                 |                 |
| 3    |     |      |        |                 |                 |                 |                 |
| ...  |     |      |        |                 |                 |                 |                 |

### Dames
(compétition à venir)
| Rang | Nom | Pays | Points | Programme court | Programme court | Programme libre | Programme libre |
| ---- | --- | ---- | ------ | --------------- | --------------- | --------------- | --------------- |
| 1    |     |      |        |                 |                 |                 |                 |
| 2    |     |      |        |                 |                 |                 |                 |
| 3    |     |      |        |                 |                 |                 |                 |
| ...  |     |      |        |                 |                 |                 |                 |

### Couples
(compétition à venir)
| Rang | Nom | Pays | Points | Programme court | Programme court | Programme libre | Programme libre |
| ---- | --- | ---- | ------ | --------------- | --------------- | --------------- | --------------- |
| 1    |     |      |        |                 |                 |                 |                 |
| 2    |     |      |        |                 |                 |                 |                 |
| 3    |     |      |        |                 |                 |                 |                 |
| ...  |     |      |        |                 |                 |                 |                 |

### Danse sur glace
(compétition à venir)
| Rang | Nom | Pays | Points | Danse rythmique | Danse rythmique | Danse libre | Danse libre |
| ---- | --- | ---- | ------ | --------------- | --------------- | ----------- | ----------- |
| 1    |     |      |        |                 |                 |             |             |
| 2    |     |      |        |                 |                 |             |             |
| 3    |     |      |        |                 |                 |             |             |
| ...  |     |      |        |                 |                 |             |             |